# Götiska förbundet
Götiska förbundet var ett litterärt, göticistiskt sällskap i romantikens anda som stiftades i Stockholm 1811. 
Syftet var att återskapa "de gamle göters frihetsanda, mannamod och redliga sinne". I stadgarna stod även: "till forskning i de Gamle Göthers sagor och Häfder vare hvarje förbundsbroder ovillkorligen förpliktigad."

## Bakgrund
Bakgrund till bildandet har ansetts vara den oroliga europeiska politiken i tidevarvet. Nordisk familjebok skrev att i synnerhet kejsar Napoleon I:s förakt för nationernas rätt till självständighet väckte nationalkänslan till liv, särskilt hos de folk som var i fara att förlora sin frihet under hans framryckningar. Till dem hörde svenskarna, som 1809 förlorat Finland, och även ansåg Sverige hotat.
Götiska förbundet hade till en början varit av skämtsam karaktär, men övergick snart till att tas på fullt allvar av dess ledare Jakob Adlerbeth.
Förbundet stiftades år 1811 i Stockholm av några patriotiska unga män, nästan alla värmlänningar, som i sitt svärmeri för Sveriges forntid i hög grad idealiserade hednatidens nordbor. De kunde till exempel med känsla och övertygelse tala om "Sveriges lyckliga tidevarv under Lodbrokska konungaättens regering".
Adlerbeth var en drivande kraft i detta förbund och också den som formulerade dess mål att verka för moraliskt patriotiska strävanden och nordisk fornforskning. Förbundet upplöstes dock efter hans död 1844 och dess arkiv överlämnades till Vitterhetsakademien, dess boksamling till gymnasiebiblioteket i Karlstad och dess myntsamling till gymnasiet i Strängnäs. Det hade inalles 100 medlemmar.
Detta "Götiska förbundet" ska inte förväxlas med det samtida, men ännu levande, ordenssällskapet med samma namn.

## Verksamhet
Förbundet har bland annat påverkat den nordiska konsten. Högtidsdag var den 16 februari. Förbundet utgav tidskriften Iduna, där till exempel Erik Gustaf Geijers dikter ofta först trycktes. Tidningen utkom med oregelbundna mellanrum från det att Götiska förbundet startades fram till det att förbundet slutligen lades ner 1844. Medlemmarna skulle vid inträdet anta ett fornnordiskt namn och hålla inträdestal till sin nye namnes minne. Göterna hälsade varandra med det då ovanliga, men fornnordiska, ropet "Hej!". Man höll stämmor under bar himmel och drack ur horn.
Sina dryckeslag inledde göterna med att tåga kring festbordet under medan de sjöng förbundssången:
»Göterna fordomdags drucko ur horn,
skydde ej vallar, murar och torn.
Vi än i dag ha samma lag.»
"Vi prata, röka och läsa götiska kämpasagor tillsammans", berättade den unge Geijer i ett brev till sin far. "Vi kalla även varandra vid götiska namn – förskräckliga namn, vid vilka håren skulle resa sig på ditt huvud", skriver han i ett brev till sin fästmö. Och han förklarar att han inte längre var kär i henne utan i valkyrior och sköldmör, och att han skriver verser "fulla av dråpslag och blod".
Om vintern höll de sina sammankomster eller "stämmor" inomhus, men för sommarstämmorna utsågs en plats "under bar himmel i en skog utanför Roslagstull". Här utmärkte man efter de hedniska förfädernas sed tingsplatsen med en krets av stora stenar.
Pehr Henrik Ling föreläste 1814–1817 i Stockholm öfver de norska myternas användande i skön konst, och 1818 anordnade Götiska förbundet en utställning där bland annat Bengt Erland Fogelberg deltog med sina kolossalstatyer av Oden, Tor och Frej.
Vid denna tid kände sig Geijer manad att varna mot alltför mycket nordiskhet i konst såväl som poesi. Han skrev Betraktelser i afseende på de nordiska myternas användande i skön konst (1817), och framkallade en schism inom Götiska förbundet som ledde till Lings utträde ur detsamma. Sedan Iduna 1824 upphört att utkomma avstannade Götiska förbundets verksamhet.

## Kritik
Med sina bullrande, "yverborna" kraftprestationer verkade göterna irriterande på lugnare och besinningsfullare naturer. Exemeplvis skrev Trolle-Wachtmeister år 1816 i sin dagbok: "Om nordiska kraften vore så stark som nordiska högfärden och nordiska skrytet, så vore det ingen nöd med oss här i björnlandet." Han var utled på denna eviga "'nordiska kraft’, varmed vi i vårt jämmerliga tillstånd nu var dag mer och mer själva besjunga oss. Vad jag för det närvarande känner verkligt nordiskt är högfärd, skryt och misshushållning, och det i alla klasser. Jag hör, att i de två förstnämnda egenskaperna skola våra nya bröder, norrmännen, vara ändå mera nordiska än vi."
Henrik Bernhard Palmær kritiserade "den skrytsamma, try-par-armade götiskheten, som, rusig av forntidens mjöd, ville komma oss att blunda för nutidens vanmakt".
Även Tegnér, som dock själv tillhörde Götiska förbundet, reagerade bestämt mot "Gothomaniens råa osmaklighet och rytande oljud". Han kunde inte acceptera "att i poesien en utdöd mytologi och några halvbarbariska kraftord skulle ersätta bristen på geni och uppfinning". År 1824 skrev han till en vän: "Mången ung man förlyfter sig nu på Tors hammare, som med behag och framgång kunnat föra ett lättare vapen. Man vill ej skyllra med mindre än kanon, och därföre vill exercisen ej rätt lyckas."

## Medlemmar
Bland dess medlemmar märks bland annat en lång rad välkända svenska kulturpersonligheter (det fornnordiska namnet inom parentes). Året före namnet står för året de invaldes i Götiska förbundet:
- Anders Lewin (Starkotter)
- Jakob Adlerbeth (Rolf)
- Erik Gustaf Geijer (Einar Tambaskjälfver)
- Olof Erik Bergius (Ulf)
- Erik Adolf Kjellin (Hjalmar)
- Gustaf Myhrman (Hjorwarder)
- Carl Fredrik Geijer (Thorgny)
- Georg Gustaf Uggla (Skoglar Toste)
- Carl Fredrik Hammarhjelm (Göthrek)
- Olof Nordenfelt (Angantyr)
- Johan Erik Kumlander (Heraudr)
- Ludvig Detlof Heijkenskjöld (Orwar Odd)
- Arvid August Afzelius (Arngrimur)
- Pehr Lagerhjelm (Ingwar Widfarne)
- Leonhard Fredrik Rääf i Småland (Refr)
- Lars Jakob Isander (Hake)
- Johan Dillner (Sturbiarn)
- Carl Fredrik Weltzin (Gaute)
- Olof Myhrman (Torsten Wikingsson)
- Nils Magnus af Tannström (Ragnar)
- Anders Henrik Lagerlöf (Sorle)
- Johan Holmbergson (Karlli Aeskil)
- Gustaf Emanuel Dillner (Björn Järnsida)
- Johan Peter Hesselius (Thore Järnsköld)
- Bengt Gustaf Geijer (Olof Trätälja)
- Erik Gadelius (Asmund)
- August von Hartmansdorff (Harald)
- Samuel Troili (Ulle Bonde)
- Olof Sundel (Thiodolfer)
- Johan Gustaf Netzel (Thorgöter)
- 1811: Per Vilhelm Tholander (Fornjother)
- 1811: Pehr Tham (Engelbrecht Engelbrechtsson)
- 1811: Ulrik Thersner (Eilif Gautske)
- 1811: Pehr Henrik Ling (Bosi)
- 1811: Nils Henrik Sjöborg (Baldur)
- 1812: Johan Niklas Lindahl
- 1812: Jonas Stenbäck
- 1812: Esaias Tegnér (Bodwar Bjarke)
- 1812: Gustaf Adolf Schierbeck (Hialte)
- 1812: Olof Johan Södermark (Sigurdr)
- 1812: Fredrik Lilljebjörn (Iwar Blå)
- 1812: Knut Jakob Lilljebjörn (Swegder)
- 1812: Elias Roos (Wiger)
- 1812: Petrus Roos (Helwin)
- 1812: Pehr Christoffer Spak (Alf)
- 1812: Jakob Henrik af Forselles (Yngve Freij)
- 1812: Pehr Westerstrand (Thormoder)
- 1812: Johan Anders Wadman (Domalder)
- 1812: Adolf Wennersten (Nial)
- 1813: Carl Gustav Gottfried Hilfeling
- 1813: Jonas Albin Engeström
- 1813: Pehr Magnus Ruus (Viger Spa)
- 1813: Nils Wilhelm Stråle (Wigda)
- 1813: Nils Fredrik Biberg (Lumber)
- 1814: Simon Anders Cronstrand (Frithiof hin Fräkne)
- 1815: Jakob Johan Tawaststjerna (Thore Jotun)
- 1815: Christoffer Hasselgren (Saemundr)
- 1815: Johan Bredman (Kettil Jamti)
- 1815: Erik Abraham Almquist (Are Frode)
- 1815: Fabian Wilhelm Ekenstam
- 1816: Magnus Bruzelius (Svipdager)
- 1816: Pehr Pehrsson Ekelund (Hergeir)
- 1816: Johan Henrik Schröder (Skjölder Svenske)
- 1816: Sven Lidman (Sigurd Jorsalafarare)
- 1816: Thorbjörn Morén (Adil)
- 1816: Jonas Johan Lagergren
- 1816: Johan Niklas Byström (Waulunder)
- 1816: Carl Gustaf Spens (Swerre)
- 1816: Sven Peter Bexell (Rig)
- 1817: Carl Adolph Agardh (Braut Anunder)
- 1817: Johan Peter Lefrén (Guttorm)
- 1818: Daniel Nordin (Sigfrid)
- 1818: Jakob Melcher Spens (Birger Pehrsson)
- 1818: Göran Ulrik Silfverhielm
- 1818: Carl Johan Fahlcrantz
- 1818: Emanuel Limnell (Vale)
- 1818: Wilhelm Gumælius (Kjartan Olofsson)
- 1819: Lorentz Klüwer (Orm Lyrje)
- 1819: Nils Wilhelm af Zellén
- 1820: Enar Nordenfelt (Romunder)
- 1821: Carl Fabian Wrede
- 1821: Olof Ulric Arborelius
- 1821: Jonas Wærn (Erling Skjalgsson)
- 1821: Axel Arvid Raab (Tetleifr)
- 1821: Johan Haqvin Wallman (Helge)
- 1821: Johan Gustaf Liljegren (Ingemund den gamle)
- 1822: Bernhard von Beskow (Thidrekr)
- 1822: Gustaf Erik Hasselgren
- 1822: Johan Gustaf Sandberg (Widar)
- 1822: Carl August Nicander (Norna Gest)
- 1822: Bernhard Crusell
- 1823: Bengt Gustaf Geijer (Åke Bonde)
- 1823: Johan Henrik von Sydow (Haward)
- 1823: Carl Jakob Nylén (Grandmar)
- 1825: Abraham Ahlqvist (Mysing)
- 1827: Nils Johan Ekdahl (Arnliot)
- 1829: Hjalmar Mörner (Hjalmar Romfarare)
- 1829: Pehr Axel Fröst (Froste)
- 1829: Olof Dillner

### Okänd
- Knut Lilljebjörn (Eiwinder Skaldaspiller)